# Nació Digital
Nació Digital (ND, egenskriven som NacióDigital; katalanska: 'digital nation') är en webbtidning med nyhetsinriktning, utgiven på katalanska. Den grundades under detta namn 2005, men med rötter i tidiga Internetprojekt från mitten av 1990-talet.
ND är en av de mest lästa katalanskspråkiga nyhetsportalerna, vid sidan av regionägda CCMA.cat och jämsides med webbupplagan hos dagstidningen Ara. Den kompletteras med en mängd lokala nyhetssajter och har en tydlig katalanistisk prägel. 

## Historik
Nació Digital har sina rötter till företaget SCG Aquitània SL, som grundades i september 1995 i Vic. Det siktade på journalistiska projekt inom den då nya Internetsektorn. Bolaget grundades av journalisten och förläggaren Miquel Macià, som 1978 grundade dagstidningen El 9 Nou och 1989 La Marxa de Catalaunya.

### Osona.com med flera
Inledningsvis låg inriktningen på utbildning om det nya digitala mediet, och 19 maj 1996 startade den första versionen av Osona.com. Denna nyhetssajt har sedan dess fungerat med dagliga uppdateringar. Parallellt inledde bolaget en verksamhet med webbplatsproduktion på beställning.
Osona.com introducerade under sitt inledningsår olika typer av journalistiskt innehåll, inklusive nyheter, reportage, intervjuer, debattartiklar. Man kompletterade med en nyhetstjänst med dagens rubriker via e-post, en tjänst som 2010 omfattade 6 000 preumeranter.
I november 2001 startade man en e-postkampanj riktad mot det nordamerikanska filmbolaget Warner Bros.. Målet var att få till stånd en dubbning till katalanska av Harry Potter-filmerna, som då började spridas över världen och dittills i Spanien endast fått spansk dubbning. I december 2002 belönades Nació Digital – efter att e-postkampanjen nått sitt mål – med Almogàver-priset utdelad av RadioCatalunya.cat för sitt försvar av det katalanska språket.
Osona.com överlevde IT-bubblans implosion. Man inledde i maj 2002 sin första expansionsfas genom att förvärva e-handelsportalen Emercat.com, som samordnade 35 katalanska handlare och drevs via en egenutvecklad teknisk plattform.
Samma år skapade man en chattkanal samt de första internetforumen för Osona.com:s läsare – den ämnesindelade "Fòrum General" ('Allmänna forumet') och "Fòrums Pobles" ('Byforumet') med egna sektioner för var och en av de 51 kommunerna i comarcan.

### Nació Digital grundas

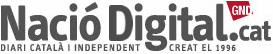
Logotypen anno 2013, med undertexten 'katalansk och självständig dagstidning grundad 1996'.

19 maj 2005 påbörjads en ny expansionsfas, genom skapandet av fyra nya digitala publikationer med både ämnesmässig och geografisk avgränsning. De var Nació Digital, ElRipollès.info, VallèsOriental.com och DiariForestal.com. I oktober samma år tillkom OpinióNacional.com och Lluçanès.com och i början av 2006 Meteoclub.com.
I oktober 2006 startades både Gironainfo.cat och LaGarrotxa.info (sedan 2012 med namnet NacióLaGarrotxa.info).

### Senare systerprojekt
I oktober 2008 startades ämnessajten DiaridelaCrisi.cat ('Kristidningen.cat'), vilken senare integrerades i ekonomiavdelningen hos Nació Digital. I april 2009 tillkom Manresainfo.cat.
I juni 2010 inledde man samarbete med webbtidningen DelCamp.cat. I februari året därpå grundades ytterligare en ny regionedition via NacióSolsona.cat. En månad senare startades gratistidningen Viure als Pirineus ('Bo i Pyrenéerna') i Seu d'Urgell, med den nordvästligaste delen av Katalonien som täckningsområde. I juli 2011 anslöts ungdomsportalen Adolescents.cat till Nació Digitals nätverk.
Under januari 2012 startades La Torre del Palau, en edition för Terrassa med både webb- och pappersupplaga. Samtidigt blev Nació Digital medlem av ACPC, den katalanska föreningen för lokaltidningar.
I maj 2012 startades lokaleditionen BaixMontseny.info, med täckning av den nordöstra delen av bland annat Vallès Oriental. Samma månad presenterades NacióGranollers.cat, vilken även tog vid efter VallèsOriental.com (startad 2005).
I oktober 2012 startades NacióLaFlama.cat, en ämnessajt med inriktning på kultur och olika katalanska gatufester och festivaler. En månad senare föddes LaConcaDiari.cat med Conca de Barberà som täckningsområde. I februari 2013 skapades den sydliga lokaleditionen ReusDiari.cat och en månad senare TarragonaDiari.cat. Under 2012 skapades även BaixGaià.cat, med den "naturliga comarcan" Tarragonès, som region. 
I mars 2015 startades en lokalsajt för Sabadell, Nació Sabadell.

### Digital omgörning
Under 2015 införde man responsiv webbdesign, för att låta samma sidinnehåll visas på enheter (dator, surfplatta, smartmobil) med olika skärmstorlek.

## Editioner och läsare

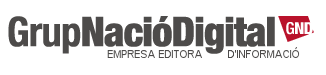
Grup Nació Digital (GND) är namnet på bolaget bakom ND med dess olika editioner.

### De olika editionerna
Nació Digital har sedan de tidiga åren byggts upp som ett nätverk av samordnade nyhetssajter med ofta lokal förankring. Under senare år har märkesnamnet Nació Digital tydligare framträtt som navet i verksamheten, parallellt med utvecklingen av det katalanska nationsbygget, och de olika editionerna ligger numera nästan alla under huvuddomänen naciodigital.cat.
Nedan listas de Nació Digital med olika kvarvarande systersajter och lokala editioner.
- Aguaita.cat (Terres de l'Ebre)
- La torre del Palau (Terrassa)
- Nació Digital (täckning: Katalonien)
- NacióBaixMontseny (Baix Montseny)
- NacióBaixPenedès (Baix Penedès)
- NacióBergueda (Berguedà)
- NacióCerdanya (Cerdanya)
- NacióGirona (Girona)
- NacióGranollers (Vallès Oriental)
- NacióLaGarrotxa (La Garrotxa)
- NacióLleida (Lleida)
- NacióManresa (Bages)
- NacióReus (Reus)
- NacióRipollès (Ripollès)
- NacióSabadell (Sabadell)
- NacióSitges (Sitges)
- NacióSolsona (Solsonès)
- NacióTarragona (Tarragona)
- Osona.com (Osona)
- PallarsDigital (Pallars)

### Antal läsare
Nació Digital är, inräknat de olika lokaleditionerna, en av de största katalanskspråkiga webbtidningarna. Vid en läsarmätning från augusti 2013 räknades 628 000 unika läsare över hela månaden, med sammanlagt 1,99 miljoner besök (totalt 7,55 miljoner lästa sidor).
Under 2014 kämpade man med Vilaweb och Aras webbupplaga om platsen som de mest lästa katalanskspråkiga webbtidningarna, och den rollen har man därefter behållit. Vid mätningen för september 2017 hade man 2,99 miljoner unika läsare, vilket placerade ND som tvåa efter Ara.cat (3,23 miljoner) men före Vilaweb (2,78 miljoner). Som en jämförelse hade El Español, den mest lästa webbtidningen i Spanien (startad så sent som 2015), 24,18 miljoner unika läsare månaden före.

## Redaktion och ekonomi
Bland Nació Digitals skribenter finns ett antal kända journalister och andra regional uppmärksammade namn. Där finns Vicent Sanchis (f.d. vice ordförande för Òmnium Cultural), Josep-Lluís Carod-Rovira (f.d. katalansk ekonomiminister) och Manel Lucas (skådespelare känd från Polònia). Chefredaktör är sedan 2015 Karma Peiró, som 1994 var en av de första katalanska journalisterna som verkade via Internet.
Man är medlem av den digitala avdelningen hos Associació Mitjans d'Informació i Comunicació (AMIC; Föreningen för nyhets- och kommunikationsmedier) samt av Associació Catalana de la Premsa Comarcal (ACPC; Katalanska föreningen för lokaltidningar).
Totalt hade utgivarbolaget 2016 ett 50-tal anställda journalister, vid lokalkontor i Barcelona, Vic, Sabadell, Terrassa, Granollers, Reus och Tarragona. Bolagets inkomster härrör i första hand från annonser, vilka i början av 2017 kom från cirka 600 olika företag. Dessutom utgår ett visst utgivningsstöd från Generalitat de Catalunya. Läsarna kan också stödprenumerationer.

### Chefredaktörer (urval)

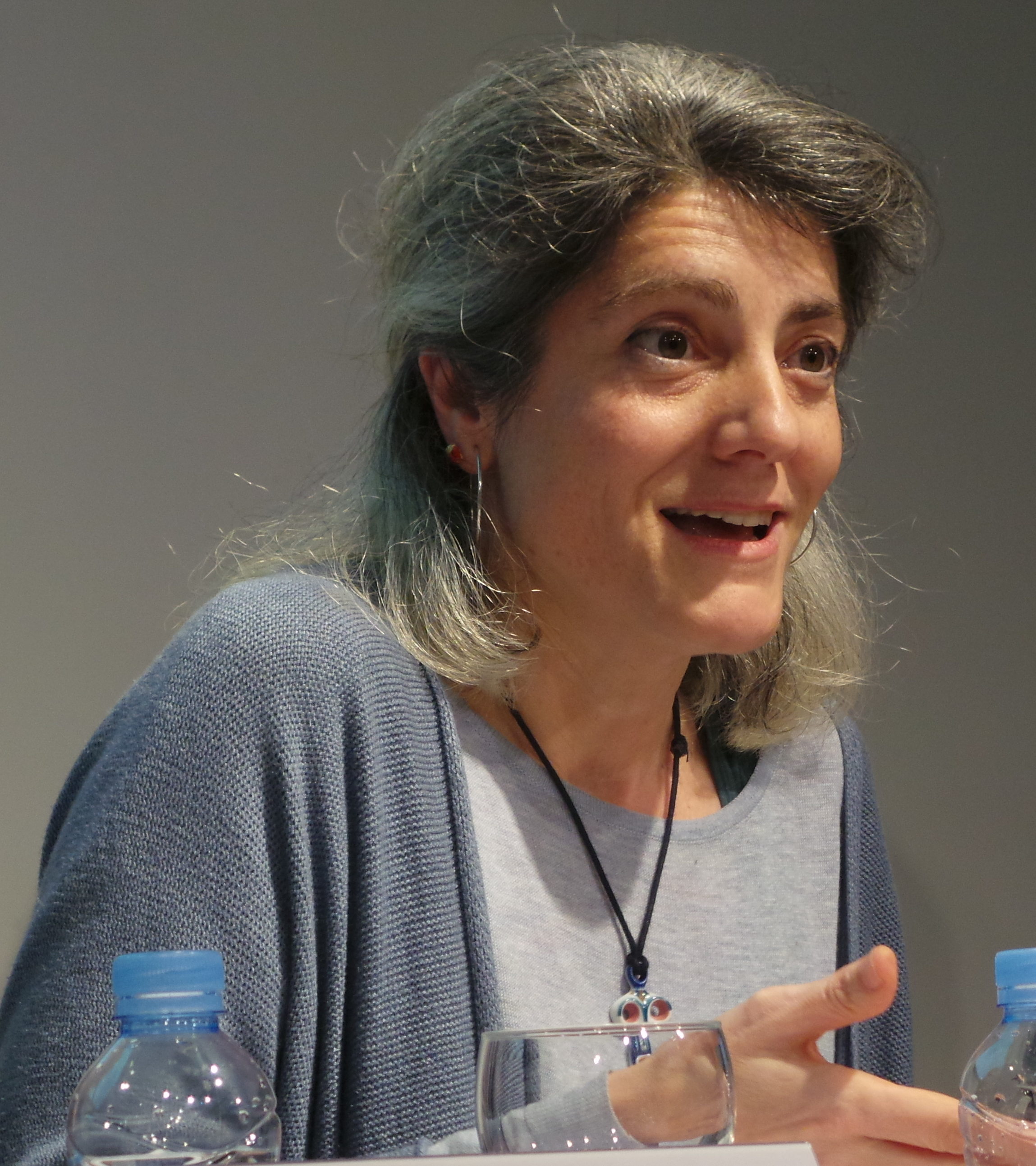
Karma Peiró, sedan 2015 chefredaktör för Nació Digital.

- 2010[1]–15 • Salvador Cot
- 2015– • Karma Peiró[3]

## Inriktning
Nació Digital har sedan starten haft en lokal och regionalt katalansk inriktning. Den har hela tiden givits ut på katalanska, och via sina olika lokala editioner har den skaffat sig förankring i olika delar av Katalonien.
Redaktionellt har den en katalanistisk inriktning, i likhet med många andra mindre och medelstora katalanska nyhetssmedier. Detta delar den också med stora delar av det katalanska samhället utanför storstäderna; 787 av Kataloniens drygt 948 kommuner var i mars 2017 medlemmar i AMI, kommunorganisationen för Kataloniens självständighet.